# Luigi Necco
Luigi Necco (Nápoles 8 de mayo de 1934-Ib., 13 de marzo de 2018) fue un periodista italiano.

## Biografía
Trabajó en la RAI, durante veinticinco años. Allí alcanzó una gran popularidad con sus intervenciones durante las transmisiones deportivas del programa 90º minuto, conducida por Paolo Valenti. En el curso de dichas retransmisiones, acuñó expresiones como «Milano chiama, Napoli risponde» [«Milán llama, Nápoles responde»] que lo han hicieron famoso. O la famosa frase que pronunció en Ciudad de México en 1986, cuando Maradona metió un gol con la mano a Inglaterra, Necco dijo: «La mano de Dios o la cabeza de Maradona» [«La mano di Dio o la testa di Maradona»]. Maradona respondió «Las dos».
Hasta el momento de su muerte, conducía el programa televisivo L'emigrante en Teleoggi Canale 9, crónica cotidiana de los hechos y desventuras napolitanas.
Cambió el programa 90º minuto por la arqueología, su pasión juvenil. Entre 1993 y 1997 creó y condujo el programa 'L'occhio del faraone [Los ojos del faraón] donde realizó un documental sobre la arqueología en el área Mediterránea, desde Grecia hasta Jordania pasando por Egipto, Irak, Pompeya o Turquía. Durante muchos años, siguiendo un sueño juvenil, se dedicó a la búsqueda del tesoro que Heinrich Schliemann había encontrado en Troya en 1873 y que oficialmente los alemanes dieron por destruido tras el bombardeo al Zoológico de Berlín en 1945.
Sin creer la versión oficial de la desaparición del tesoro, tras varios años de búsqueda, mucho dinero invertido y una minuciosa investigación en toda el área oriental de Europa dividida en dos bloques, tuvo éxito en su búsqueda. Identificó a los ladrones y encontró el escondite del tesoro, que fue expuesto finalmente el 16 de abril de 1996 en el Museo Pushkin de Moscú.
Su aventura ha sido escrita por la editorial Pironti de Mapoli en el libro Giallo di Troia.
Murió en el hospital Cardarelli de Nápoles el 13 de marzo de 2018, debido a una grave insuficiencia respiratoria.